# دمکر
دمکر (به آلمانی: Demker) یک منطقهٔ مسکونی در آلمان است که در تانگرهوته واقع شده‌است. دمکر ۳۷۲ نفر جمعیت دارد.